# Фіцрой Джеймс Генрі Сомерсет, 1-й барон Реглан
Фіцрой Джеймс Генрі Сомерсет, 1-й барон Реглан (з 12 жовтня 1852) (англ. Fitzroy James Henry Somerset, 1st Baron Raglan, 30 вересня 1788, Бадмінтон, графство Глостершир, Англія, — 28 червня 1855, Севастополь, Російська імперія) — британський воєначальник, фельдмаршал (5 листопада 1854).

## Життєпис

### Ранні роки
Лорд Фіцрой Сомерсет був восьмим і наймолодшим сином Генрі Сомерсета, 5-го герцога Бофорта, і Елізабет, дочки адмірала Едуарда Боскауена. Старший брат Фіцроя Джеймса — генерал лорд Едуард Сомерсет (1776—1842), відзначився в Битві під Ватерлоо, командуючи бригадою придворної кавалерії (Household Cavalry).
Отримав освіту в Westminster School, 9 червня 1804 року випущений корнетом в 4-й легкий драгунський полк (4th Light Dragoons).
30 травня 1805 року отримав звання лейтенанта. У 1807 році був прикомандирований до посольства Великої Британії в Константинополі (посол сер Артур Педжет); 5 травня 1808 року купив посаду командира роти в 6-му гарнізонному батальйоні (6th garrison battalion), а 18 серпня того ж року перевівся в 43-й піхотний полк (43rd Foot). У 1808 році призначений у штаб сера Артура Веллінгтона під час Копенгагенської експедиції. У наступному році Сомерсет взяв участь в експедиції до Португалії і протягом Війни на Піренейському півострові був ад'ютантом при генералові Артурі Велслі Веллінгтоні. Брав участь у боях при Ролики і Вімейру.

### Військова кар'єра
Після короткого перебування в Англії, навесні 1809 року Сомерсет знову повернувся в Іспанію в складі британських військ. 1 січня 1811 року призначений військовим секретарем Артура Веллінгтона. 9 червня 1811 року отримав тимчасовий чин (brevet) майора, як нагороду за відзнаку у битві при Фуентес д'Оноро (Fuentes d'Onoro). 27 квітня 1812 року за підтримки Веллінгтона отримав тимчасовий чин (brevet) підполковника. 25 липня 1814 року переведений до 1-го гвардійського полку (1st Guards regiment) з постійним чином капітана і тимчасовим чином підполковника. 6 серпня 1814 року одружився з племінницею Артура Веллінгтона — Емілі Герріет Уелслі-Поул. 2 січня 1815 року посвячений у лицарі Ордена Лазні.
Після 1-го зречення Наполеона Бонапарта, Веллінгтон прибув до Парижа як посол Великої Британії у Франції, і лорд Фіцрой Сомерсет як секретар герцога пробув у Парижі з 18 січня до 20 березня — коли Наполеон вступив в столицю Франції. 26 березня Сомерсет покинув Париж і в Нідерландах приєднався до Веллінгтона.
У Битва під Ватерлоо був серйозно поранений; йому довелося ампутувати праву руку. 28 серпня 1815 року по рекомендації Веллінгтона був призначений ад'ютантом принца-регента (майбутнього короля Георга IV) з виробництвом в полковники (постійний чин). Сомерсет повернувся в Париж як секретар посольства Великої Британії у Франції і залишався у Франції до кінця 1818 року коли війська союзників залишили її територію. Сомерсет супроводжував делегацію Великої Британії на чолі з Велінгтоном на Веронському конгресі в 1822 році. У січні 1823 посланий в Іспанію з метою запобігання французької інтервенції в зв'язку з конституційною кризою в цій країні. Реглан провів 2 місяці при королівському дворі в Мадриді, не добившись відчутних успіхів для британської дипломатії.
27 травня 1825 отримав чин генерал-майора. У 1826 році в свиті герцога Веллінгтона побував у Санкт-Петербурзі (тут велися переговори між Російською імперією і Великою Британією з питання спільних дій проти Порти для сприяння визволенню Греції від османського ярма).
Після смерті герцога Йоркського (22 січня 1827), Веллінгтон був призначений Головнокомандувачем британською армією (Commander-in-Chief), Сомерсет зайняв посаду військового секретаря Головнокомандувача (обіймав цей пост більше 25 років). Веллінгтон описував Сомерсета як людину, «яка не збрехала б для того, щоб зберегти собі життя» (a man who would not tell a lie to save his life). 19 листопада 1830 Сомерсет призначений почесним полковником 53-ї піхотного полку (53rd Foot). 28 червня 1838 року отримав звання генерал-лейтенанта.
24 вересня 1852 року став Лицарем Великого хреста Ордена Лазні. 12 жовтня 1852 року лорд Фіцрой Сомерсет був проведений у перство під титулом барон Реглан і став членом Таємної ради Великої Британії. Лорд Реглан також був призначений на пост генерал-фельдцейхмейстера, який раніше займав Генрі Хардінг, 1-й віконт Хардінг, призначений після смерті Веллінгтона на пост Головнокомандувача британськими військами.
У лютому 1854 року Реглан був проведений у повні генерали і прийняв начальство над англійськими військами, посланими проти Росії, зберігши його до самої смерті. Реглан був проведений в фельдмаршалом 4 листопада 1854 року.

### Смерть
Фельдмаршал лорд Реглан помер під Севастополем від холери 28 червня 1855 року.
3 липня 1855 року труну з тілом було відправлено на борту корабля «Caradoc» до Британії того ж вечора. 24 липня 1855 року «Caradoc» прибув у Брістоль, а 26 липня останки лорда Реглан були поховані у фамільному склепі в Бадмінтоні.

## Нагороди
- Орден Лазні, лицар великого хреста (24.09.1852)
- Орден Лазні, лицар-командор (02.01.1815)
- Армійська золота медаль
- Медаль за Ватерлоо
- Військовий орден Максиміліана Йозефа, командор (Баварське королівство, 03.10.1815)
- Орден Меджида 1-го класу (Османська імперія, 15.05.1855)
- Орден Вежі й Меча, командор (Португалія)
- Орден Святого Георгія 4-го ступеня (Росія, 06.08.1815)

## Пам'ять
На честь фельдмаршала названі місто Реглан (Північний острів, Нова Зеландія), а також британський монітор «Реглан», побудований у 1915 році.
Його ім'я носить вид покрою рукава — реглан.